# L'Attaque du fourgon postal
Pour plus de détails, voir Fiche technique et Distribution.
L'Attaque du fourgon postal (allemand : Zimmer 13) est un thriller de 1964 réalisé par Harald Reinl, avec Joachim Fuchsberger, Karin Dor et Richard Häussler. Il s'agit d'une coproduction entre l'Allemagne de l'Ouest, la France et le Danemark, basée sur le roman de 1924 La Chambre n° 13 d'Edgar Wallace. Il fait partie d'une longue série allemande d'adaptations de Wallace réalisées par Rialto Film.
Les décors du film ont été conçus par les chefs décorateurs Walter Kutz et Wilhelm Vorwerg. Il a été tourné aux studios Spandau à Berlin et à Copenhague (prises de vue en extérieur).

## Distribution
- Joachim Fuchsberger : Johnny Gray
- Karin Dor : Denise
- Richard Häussler : Joe Legge
- Walter Rilla : Sir Marney
- Siegfried Schürenberg : Sir John
- Kai Fischer : Pia Pasani
- Benno Hoffmann : Blackstone-Edward
- Bruno W. Pantel : sergent Horse
- Kurd Pieritz : inspecteur Terrence
- Erik Radolf : Ambrose
- Eddi Arent : Dr Higgins
- Hans Clarin : Mr. Igle
- Jur Arten : gangster Jakob
- Arthur Binder : Slim
- Elfi Estell : Wanda
- Rena Horten : Blond
- Eberhard Junkersdorf : razor blade killer
- Valentin Klaus : Blockstellenwärter
- Manfred Meurer : Gangster
- Tino Meurer : le serveur